# 红头灰雀

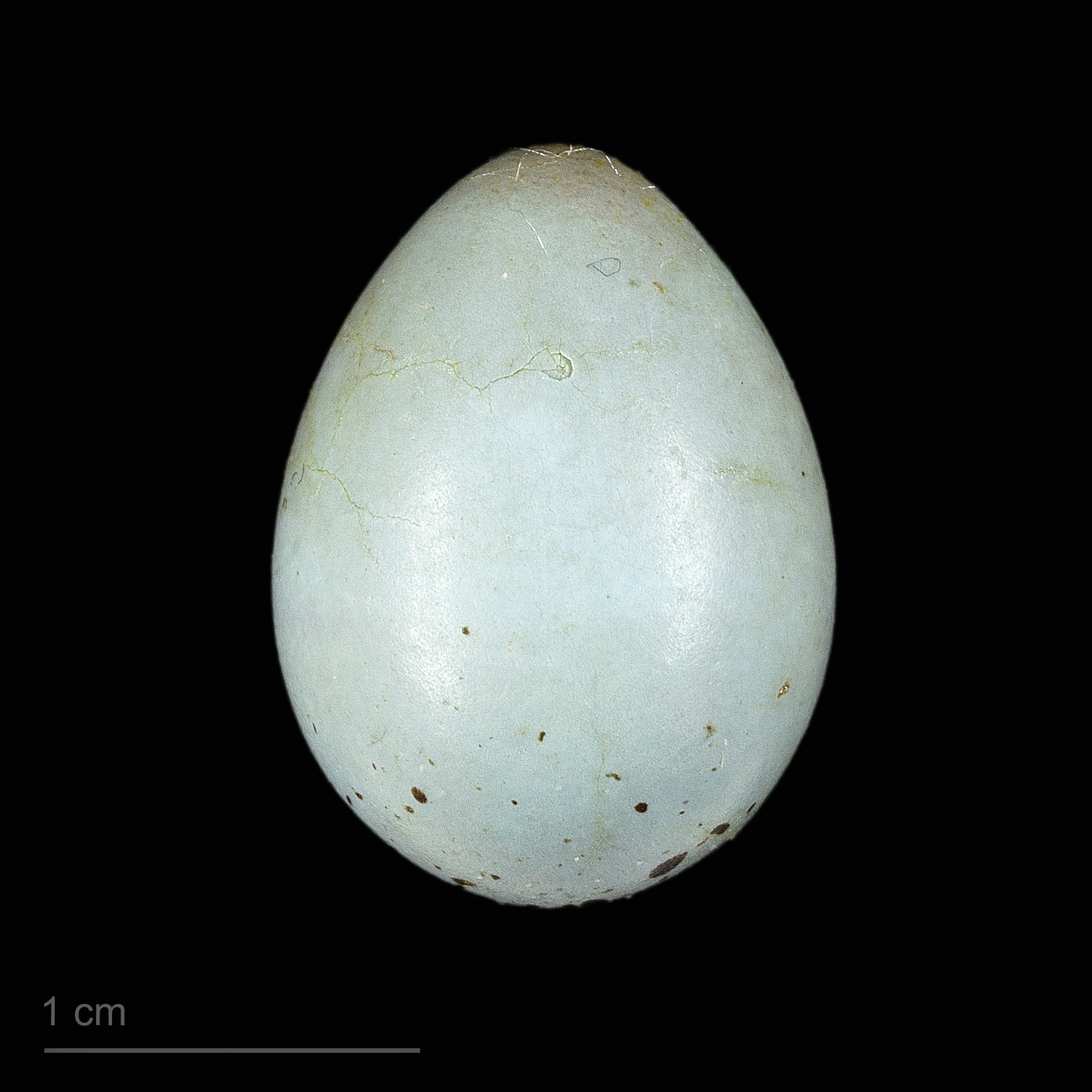
卵 Pyrrhula erythrocephala

红头灰雀（学名：Pyrrhula erythrocephala）为雀科灰雀属的鸟类。分布于克什米尔、印度、尼泊尔、不丹以及中国的西藏等地，夏季主要栖息于海拔2600-4000m 的高山和河谷中、冬季下降到低山处、活动于针叶林区以及喜栖于密林深处。该物种的模式产地在喜马拉雅山脉。
其种加词“Erythrocephala”意为“红头的”。